# Psaliodes fulva
Psaliodes fulva är en fjärilsart som beskrevs av W. Warren 1903. Psaliodes fulva ingår i släktet Psaliodes och familjen mätare. Inga underarter finns listade i Catalogue of Life.